# Абди (Чад)
Абди (фр. Abdi) — город и супрефектура в Чаде, расположенный на территории региона Ваддай. Является административным центром департамента Абди.

## Географическое положение
Город находится в восточной части Чада, к югу от сезонно пересыхающей реки Батха, на высоте 508 метров над уровнем моря.
Абди расположен на расстоянии приблизительно 673 километров к востоко-северо-востоку (ENE) от столицы страны Нджамены.

## Климат
Климат города характеризуется как полупустынный жаркий (BSh в классификации климатов Кёппена). Среднегодовая температура воздуха составляет 28 °C. Средняя температура самого холодного месяца (декабря) составляет 24,7 °С, самого жаркого месяца (мая) — 31,7 °С. Расчётная многолетняя норма осадков — 545 мм. В течение года количество осадков распределено неравномерно, основная их масса выпадает в период с мая по октябрь. Наибольшее количество осадков выпадает в августе (205 мм).

## Население
По данным официальной переписи 2009 года численность населения Абди составляла 46 938 человек (22 076 мужчин и 24 862 женщины). Население супрефектуры по возрастному диапазону распределилось следующим образом: 54,2 % — жители младше 15 лет, 41,1 % — между 15 и 59 годами и 4,7 % — в возрасте 60 лет и старше.

## Транспорт
Ближайший аэропорт расположен в городе Аде.